# Grupo Supervielle
Grupo Supervielle S.A. ist ein argentinischer Finanzdienstleister mit Sitz in Buenos Aires.
Das Unternehmen bietet Privat- und Firmenkundengeschäft, Treasury, Konsumentenfinanzierung, Versicherungen, Vermögensverwaltung und andere Produkte und Dienstleistungen landesweit einem breiten Kundenstamm an, darunter Einzelpersonen, kleine und mittlere Unternehmen sowie mittlere bis große Unternehmen. Das Unternehmen arbeitet über eine Mehrmarken- und Mehrkanalplattform mit einer nationalen Präsenz.
Grupo Supervielle ist an der Bolsa de Comercio de Buenos Aires (Börse von Buenos Aires) notiert und Teil des Aktienindexes MERVAL, des wichtigsten Börsenindikators in Argentinien. Außerdem ist sie an der New York Stock Exchange NYSE notiert.

## Aktionärsstruktur
| Aktionär                   | Aktien Klasse A | Aktien Klasse B | Stimmrechtsanteil |
| -------------------------- | --------------- | --------------- | ----------------- |
| Julio Patricio Supervielle | 61.738.188      | 100.062.713     | 58,09 %           |
| Streubesitz                |                 | 294.921.421     | 41,91 %           |

## Geschichte
Die Geschichte des Unternehmens beginnt im Jahre 1887. Die Vorgänger des Mehrheitsaktionärs wanderten in der zweiten Hälfte des 19. Jahrhunderts aus Frankreich aus und gründeten L.B. Supervielle y Cía. Banque Francaise (später Banco de Montevideo S.A. genannt) in Montevideo, Uruguay. 1887 gründeten sie Supervielle y Cía. Banqueros (Tochtergesellschaft von L. B. Supervielle y Cía Banque Francaise) in Buenos Aires.
1915 wurde Exprinter turismo gegründet, 1930 Exprinter S.A. Sudamericana de Turismo y Cambios.
1940 erwarb die Banco Supervielle de Buenos Aires S.A., eine von den Familien Barón und Supervielle kontrollierte Bank, die Vermögenswerte und Verbindlichkeiten von Supervielle y Cia.
1960 Die französische Großbank Société Générale erwarb einen Großteil des Aktienpakets der Banco Supervielle de Buenos Aires S.A. von den Eigentümerfamilien.
1991 Gründung von Exprinter Banco S.A., 2001 wurden verschiedene Niederlassungen der Banco Balcarce S.A. erworben.
2011 erwerben die Grupo Supervielle 100 % der GE Compañía Financiera S.A. ("GE Compañía Financiera"). Die Aktionäre von GE Compañía Financiera stimmen der Änderung des Firmennamens in Cordial Compañía Financiera zu.
Durch eine strategische Allianz mit Walmart Argentina hat Cordial Compañía Financiera das exklusive Recht, Finanzprodukte in deren Filialen bis August 2020 zu verkaufen.
Mit Datum vom 19. Mai 2016 ist die Grupo Supervielle an der Börse von Buenos Aires und an der NYSE unter dem Ticker SUPV notiert. Es wurden Aktien im Wert von insgesamt 323 Mio. USD platziert.